# La Loge
La Loge é uma comuna francesa na região administrativa de Altos da França, no departamento de Pas-de-Calais. Estende-se por uma área de 0,6 km². Em 2010 a comuna tinha 208 habitantes (densidade: 346,7 hab./km²).